# Juan Manuel Frutos
Juan Manuel Frutos Ezcurra (Asunción, 12 de juny de 1879 — Asunción, 15 d'abril de 1960) va ser president del Paraguai el 1948.
Els seus pares van ser José Dolores Frutos i Juliana Ezcurra, germana del coronel Juan Antonio Ezcurra, ex-president de la República.

## El seu govern
L'assemblea legislativa es va reunir i ho va nomenar successor del president Higinio Morínigo, després del seu derrocament arran d'una sospita no declarada que intentaria perllongar el seu mandat amb el suport de les armes. Va assumir la presidència des de la matinada del 3 de juny al 15 d'agost de 1948 data en què va lliurar el poder al seu successor Juan Natalicio González. El seu govern va durar dos mesos i 12 dies.
Durant el seu govern es va declarar el 16 d'agost com a “Dia del Nen Paraguaià”, que ja havia vingut projectant l'historiador i professor don Andrés Aguirre, que en aquells dies era director d'Informacions de la Presidència. El 13 d'agost de 1948 es va crear el Ministeri de Justícia i Treball. Altres obres estan relacionades amb el “Règim legal de la Propietat Intel·lectual”, això va ser abans que regís l'actual llei 94, la modificació de la “Llei Orgànica Municipal Nº 915” I LA Creació de l'“Institut de Cultura Nacional”. Va haver-hi també altres decrets que mereixen ser destacats, entre ells el que nacionalitza els serveis d'electricitat i tramvies i un pel qual s'atorga la condecoració de la “Orde Nacional del Mèrit” al cèlebre filòsof i professor xilè don Enrique Molina.